# جورج جاكسون (سياسي كندي)
جورج جاكسون هو سياسي كندي، ولد في 1 ديسمبر 1808 في المملكة المتحدة، وتوفي في 6 مارس 1885 في كندا. حزبياً، نشط في Liberal-Conservative Party ‏. وقد انتخب عضو مجلس العموم الكندي.